# 葡萄牙的安東妮亞
葡萄牙的安東妮亞公主（1845年2月17日—1913年12月27日），霍亨索倫親王妃，丈夫是利奧波德。

## 家庭
1861年，安東妮亞與霍亨索倫親王利奧波德結婚，兩人共有三個兒子：
- 威廉（1864年—1927年），1905年成為霍亨索倫親王繼承人
- 斐迪南一世（1865年—1927年），1914年成為羅馬尼亞國王
- 卡爾·安東（1868年—1919年）